# Doodia kunthiana
Doodia kunthiana là một loài dương xỉ trong họ Blechnaceae. Loài này được Gaudich. mô tả khoa học đầu tiên năm 1829.

## Hình ảnh

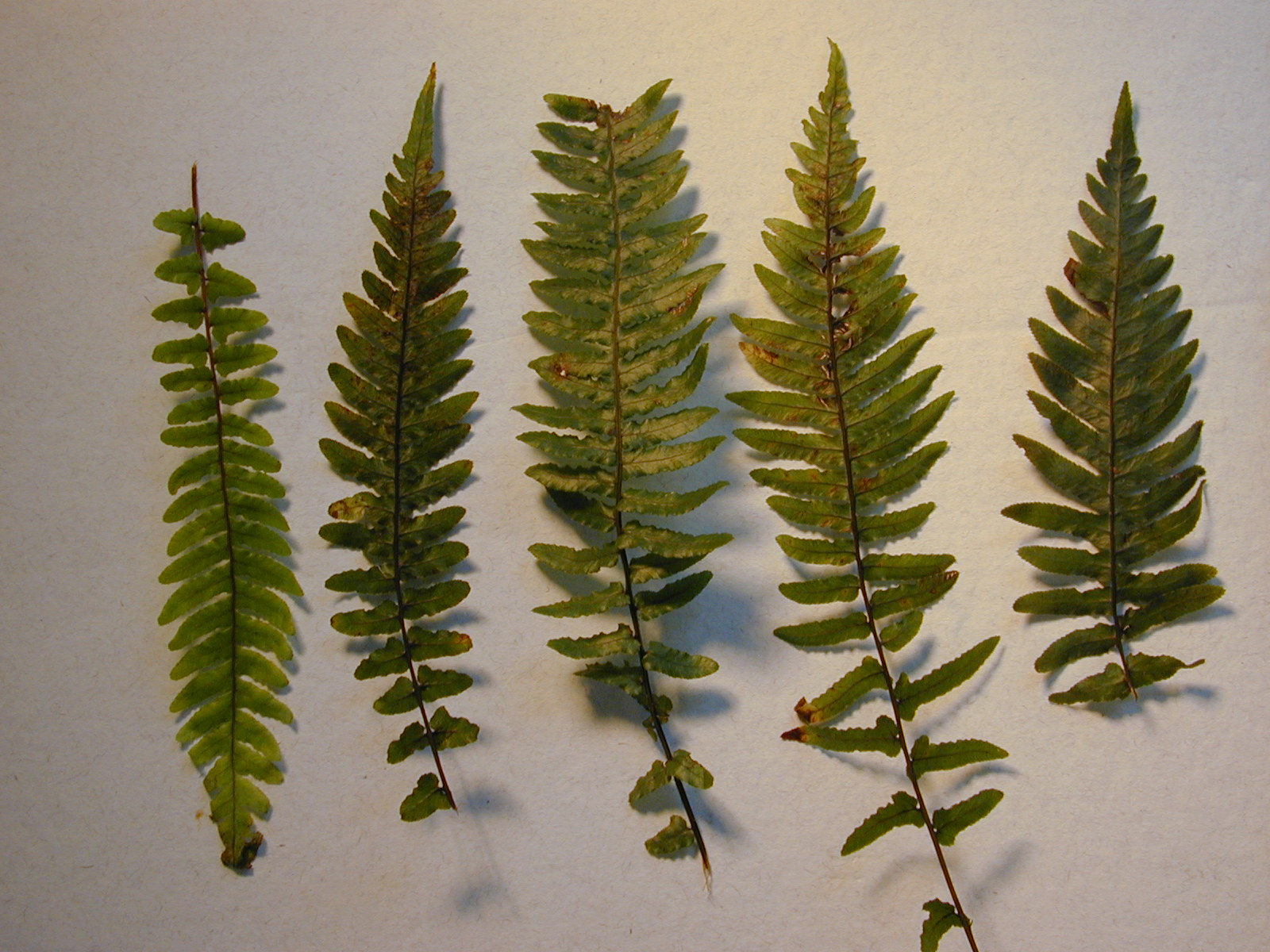
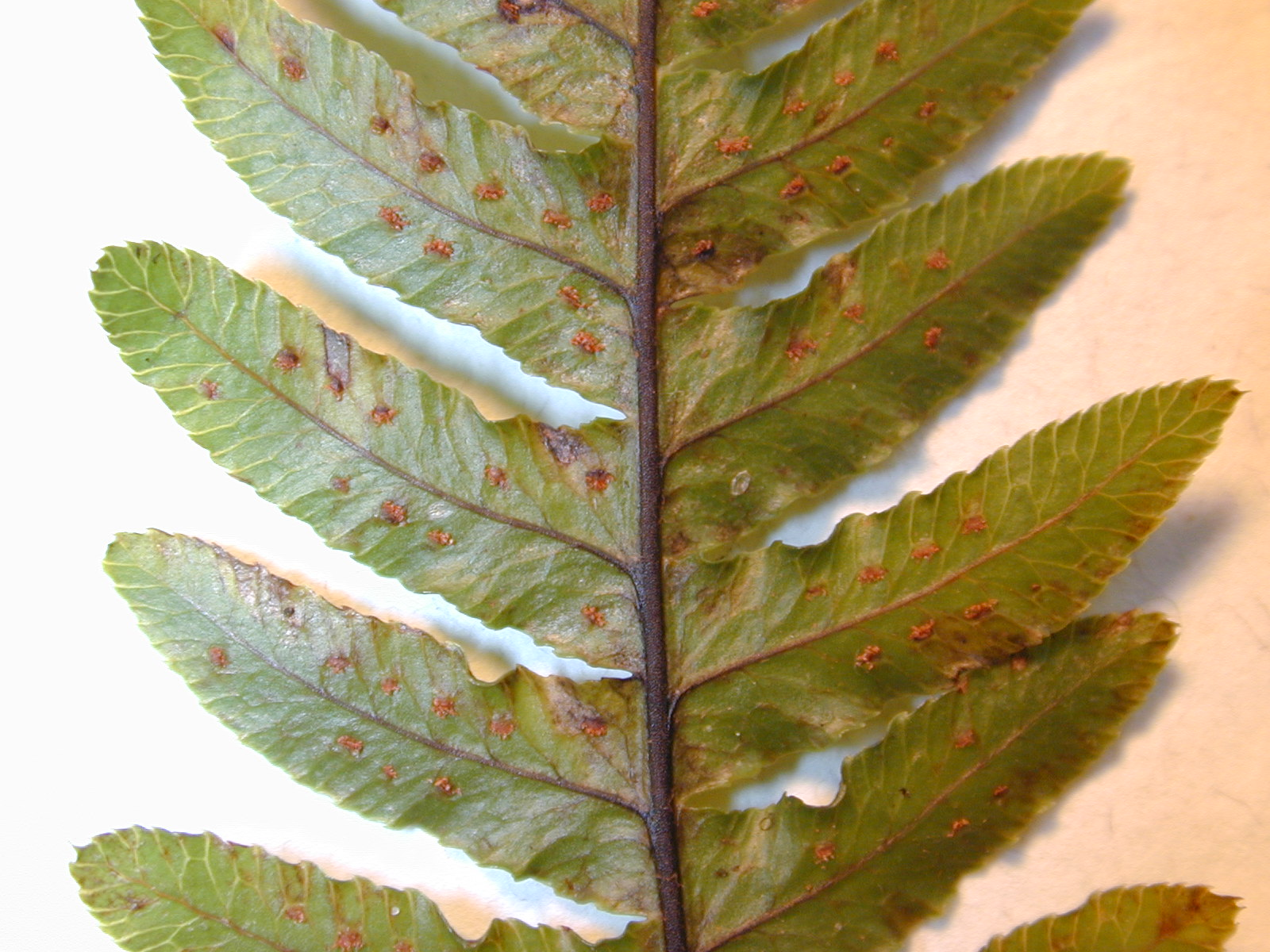
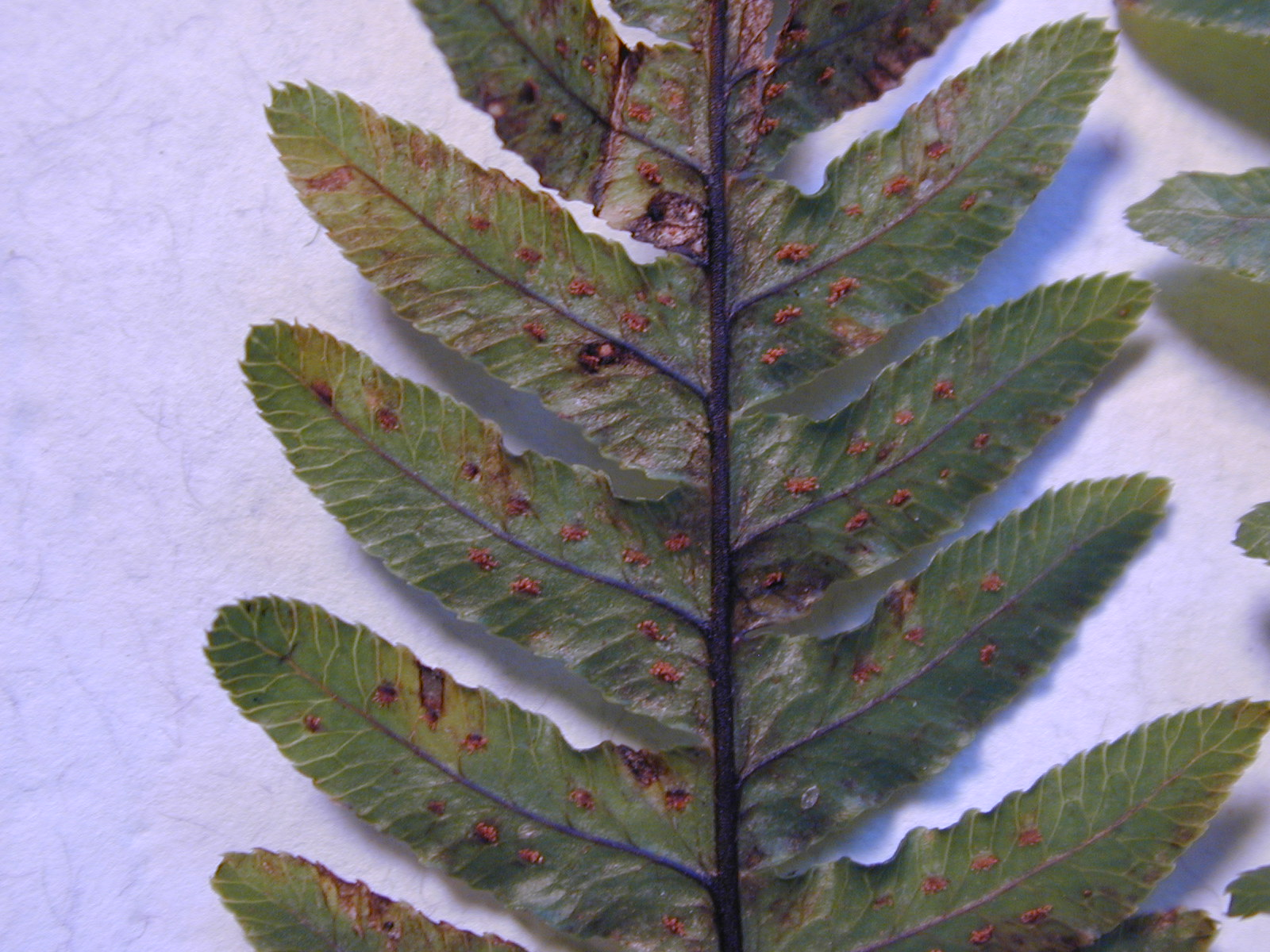
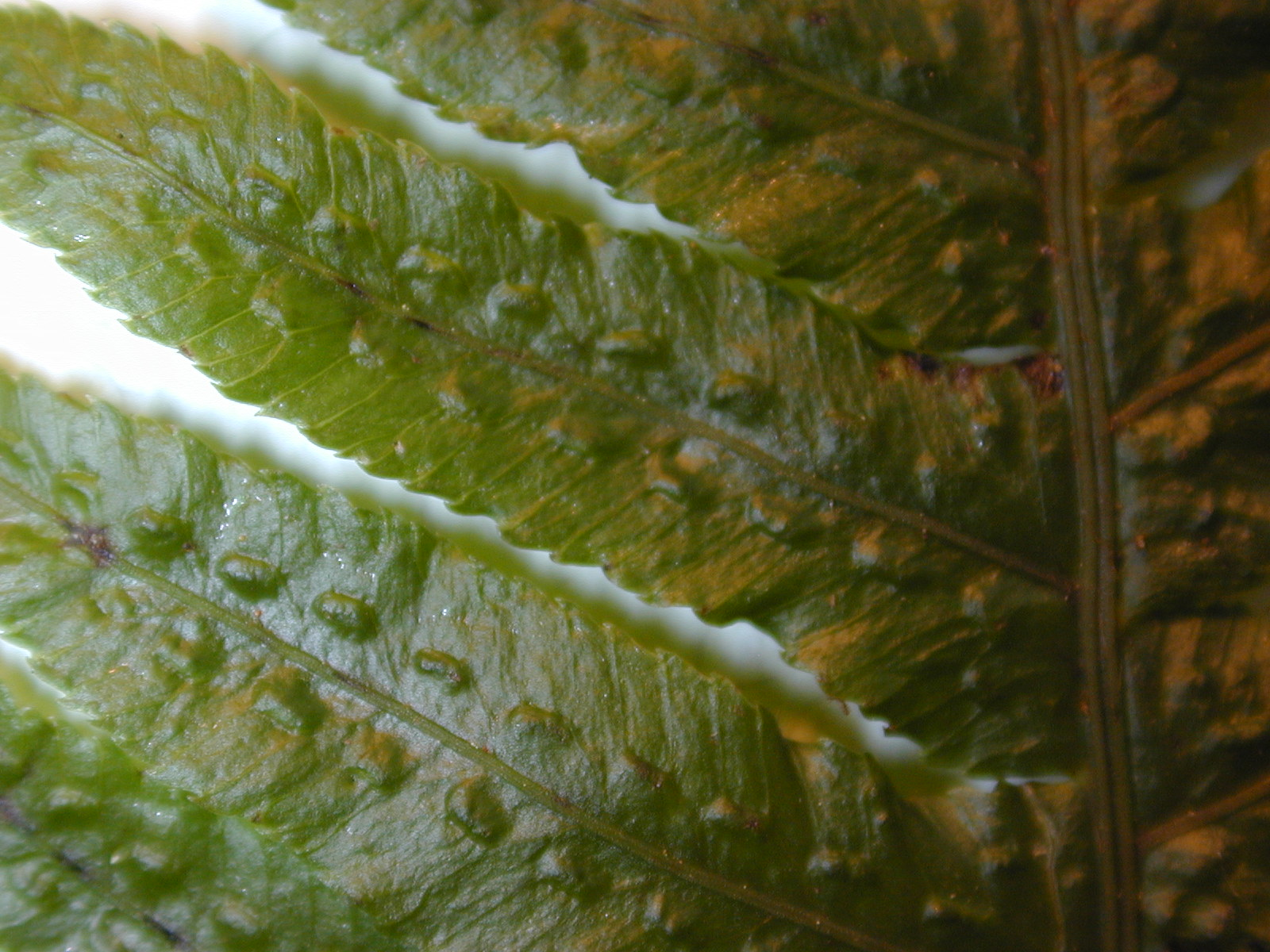